# Alpha Academy
Pour le clan de catch, voir Alpha Academy (catch)
Alpha Academy est un groupe allemand de rock alternatif, originaire de Göttingen, actif entre 2007 et le début des années 2010.

## Histoire
Le groupe donne ses premiers concerts dès 2007, année de sa création. Leur premier EP The City is Burning sort en 2009 sur le label Artist Station Records, suivi d'une tournée auto-organisée dans toute l'Allemagne. Le groupe joue également en première partie de Tobias Regner, et est signé par l'agence de booking Extratours. Alpha Academy signe ensuite avec le label SPV/Steamhammer, et sort son premier LP, The Promise of the Light,,,,,. L'album est enregistré au Horus Studio de Hanovre, produit par Benjamin Schäfer et mixé par Mats Lipman. Un clip est tourné pour le premier single Walls, réalisé par Dennis Hemstedt.
Plus tard, le 24 février 2012, ils sortent leur deuxième et dernier album en date, Impossible: Possible,,,,. Par la suite, le groupe ne semble plus donner signe d'activité.

## Discographie

### Albums studio
- 2010 : Promise of the Light
- 2012 : Impossible: Possible

### Singles
- 2008 : The City is Burning
- 2010 : Walls
- 2010 : Make Me Feel
- 2012 : Impossible: Possible